# Rue d'Astorg (Paris)
Pour les articles homonymes, voir Rue d'Astorg.
La rue d'Astorg est une voie du 8e arrondissement de Paris. 

## Situation et accès
Elle commence au 24, rue de la Ville-l'Évêque et se termine place Saint-Augustin.
Le quartier est desservi par la ligne de métro 9 à la station Saint-Augustin.

## Origine du nom
La rue porte le nom d'un membre de la famille d'Astorg, Louis d'Astorg d'Aubarède (1714-1782), marquis de Roquépine, lieutenant général des armées du roi Louis XV.

## Historique
Comme la rue Roquépine (ancienne rue Verte), la rue d'Astorg a été ouverte en vertu de lettres patentes du 4 mars 1774 entre la rue Roquépine et la rue de la Ville-l'Évêque sur d'anciens marais appartenant à Louis d'Astorg d'Aubarède, marquis de Roquépine. 
Par lettres patentes du 24 juillet 1778, la rue d'Astorg fut prolongée vers le nord afin d'offrir aux Gardes françaises casernées rue Neuve-Saint-Charles (actuelle rue de la Pépinière) un passage facile vers les Champs-Élysées où ils faisaient leur exercice, en coupant à travers ces marécages et en évitant ainsi d'abimer les cultures. Cette nouvelle partie de la rue fut pavée en vertu d'un arrêt du Conseil du 28 mars 1780.
Quelques années après, une troisième section fut ouverte sous le nom de « rue Maison-Neuve », entre la rue de la Pépinière (actuelle rue La Boétie) et la rue de la Voirie, aujourd'hui disparue, et qui desservait la voirie au nord-ouest parisien (actuelle place Henri-Bergson). Incorporée à la rue d'Astorg en 1840, cette dernière section a disparu en 1854 pour permettre le percement du boulevard Malesherbes.
La largeur de ces trois sections fut fixée à 10 mètres par décision ministérielle du 3 thermidor an IX (22 juillet 1801) puis par une ordonnance royale du 30 décembre 1846.  

## Bâtiments remarquables et lieux de mémoire

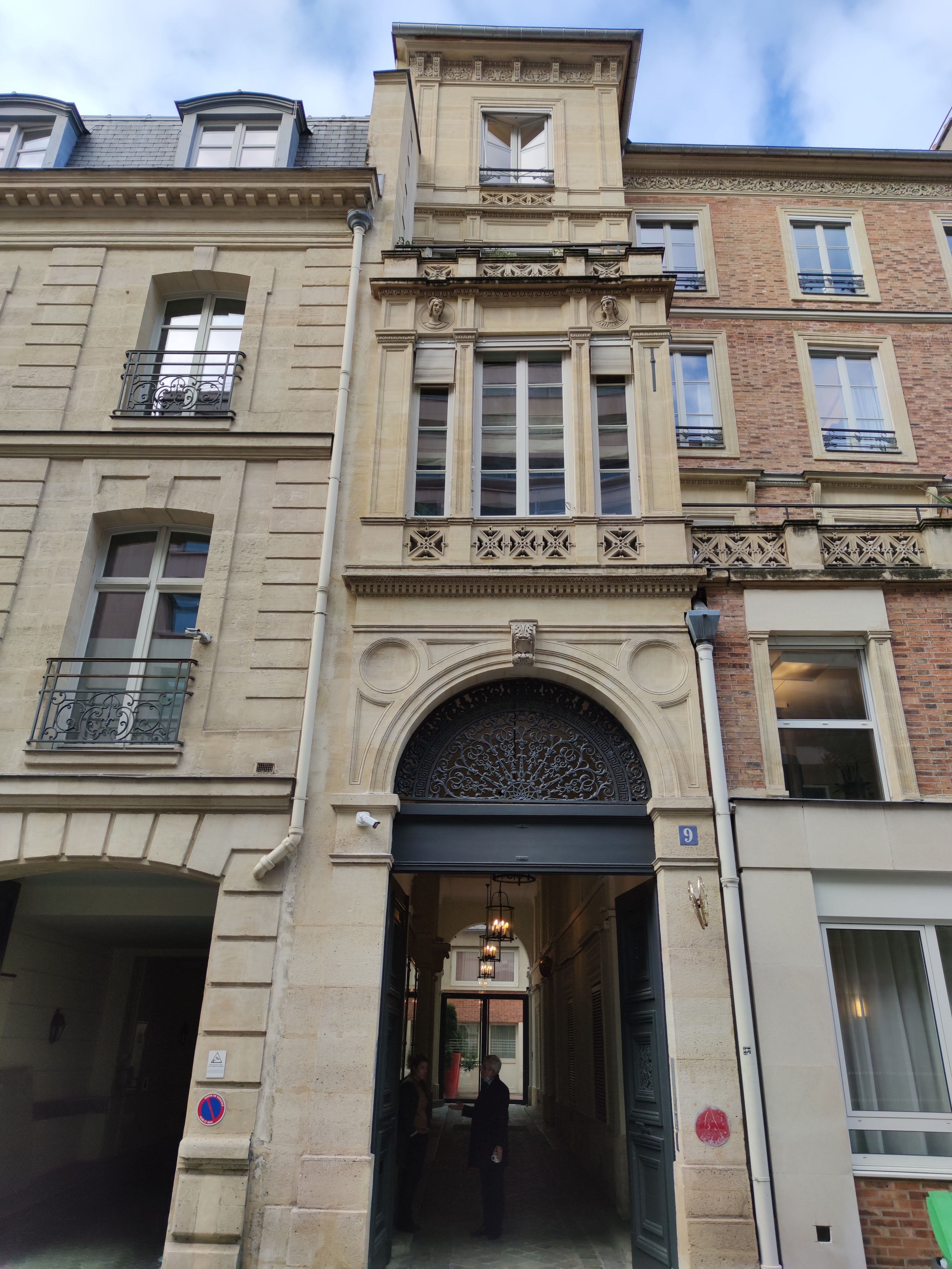
No 9.

- No 1 : immeuble du XIXe siècle qui abrite le siège du cabinet parisien Clifford Chance depuis 2015, après avoir hébergé le siège social de la société Suez-Environnement.
- Nos 4 et 6 : ces deux immeubles de rapport en pierre de taille du XIXe siècle sont tout ce qui subsiste, avec l'hôtel du no 12, de la vaste propriété Greffulhe (voir ci-dessous, nos 8, 10 et 12).
- Nos 7 et 7 bis : deux hôtels particuliers achetés en 1871 par le comte Charles Greffulhe. L'hôtel particulier du comte et de la comtesse Greffulhe (modèles du duc et de la duchesse de Guermantes de Proust) se trouvait à l'époque aux nos 8-10. Les bâtiments ont été détruits pour laisser place à des immeubles de bureau.
- Nos  8 et 10 : siège de la société d'assurance mutuelle Groupama.
- No 9 : curieuse construction en pierre et briques comprenant un corps central et deux ailes. La comtesse Vilain XIIII a habité à cette adresse (1891) [4], de même que la comtesse Raymond de Turenne (1904) [5]. L'étude Thibierge, l'une des plus grosses études notariales de Paris, y a son siège depuis 1930[6].
- No 11 : l'Hôtel Astor Saint-Honoré, créé par Lord Astor, homme d’affaires américain disparu dans le naufrage du Titanic en 1912.

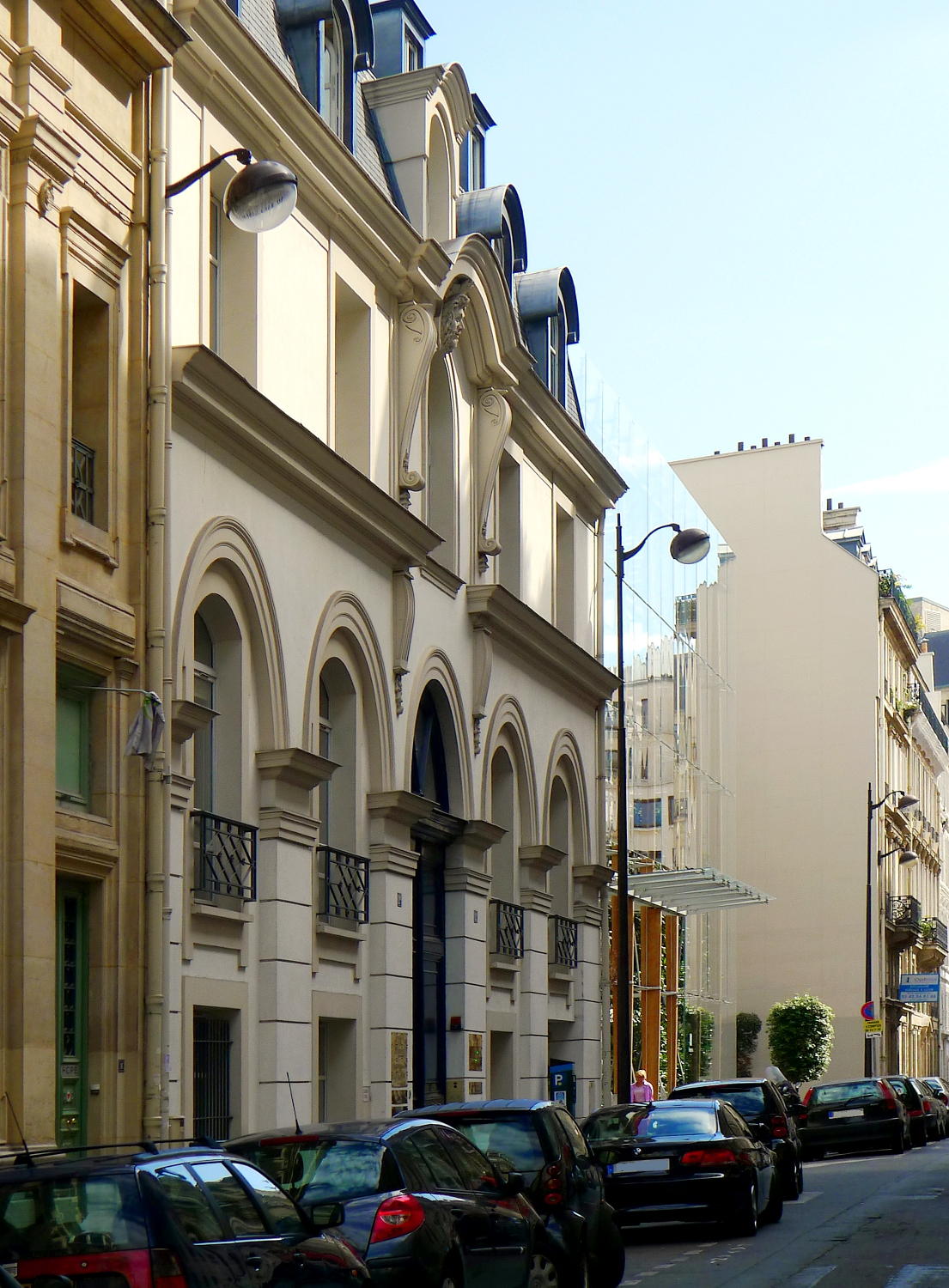
Immeuble aux nos 12 et 12 bis.

- No 12 : hôtel de Bailleul. Bâtiment à l'origine du XVIIIe siècle mais fortement remanié depuis. La vaste propriété qui se trouvait à cet emplacement appartenait sous l'Empire au prince de Talleyrand qui l'échangea en 1808 contre l'hôtel Matignon à la danseuse Eleanore Sullivan, maîtresse de l'homme d'affaires écossais Quentin Craufurd. L'hôtel fut ensuite revendu au marquis d'Aligre qui divisa la propriété et fit bâtir l'actuel bâtiment du no 12 qu'il loua à vie à Mme de Bailleul. Cette dernière mourut le 24 octobre 1850 et la jouissance de l'hôtel passa à sa fille, Mme de Pomereu, puis, à la mort de celle-ci en 1860, à son troisième fils, le comte Armand de Pomereu d'Aligre. En 1865, l'hôtel abrita la légation du Portugal. José de Païva, ministre du Portugal à Paris y résida. Le 30 mars 1870, le comte Charles Greffulhe (1814-1888) acquit du comte de Pomereu l'hôtel où il logea à partir de 1871 sa fille Louise (1852-1932) et son gendre, le comte Robert des Acres de L'Aigle (1843-1931), député de l'Oise de 1885 à 1893. Une galerie couverte le reliait alors à l'hôtel du no 10. L'hôtel passa ensuite à leur fils, Charles des Acres de L'Aigle (1875-1935), puis à la fille de celui-ci, Louise, par son mariage, comtesse de Montmort, dont les trois fils le vendirent le 3 juin 1986 à la société ARC (Aménagement Rénovation Construction).
- No 12 bis : ancien siège de l'Union des femmes françaises.
- No 14 : façade latérale du temple protestant du Saint-Esprit.
- No 15 : immeuble ayant abrité l'ambassade du Sri Lanka.
- No 17 : cet immeuble a accueilli en 1925 et 1926 la rédaction du quotidien russe pro-soviétique Parijski vestnik (« Le Courrier de Paris ») et de 1925 aux années 1930 la rédaction parisienne de l'agence soviétique Tass.
- No 29 : hôtel particulier dans lequel Le Corbusier installa son agence d'architecture en 1917. La photographe Dora Maar y eut son studio en 1935 et a d’ailleurs donné le titre 29, rue d’Astorg à l’une de ses œuvres [7].
- No 29 bis : le marchand de tableaux Daniel-Henry Kahnweiler (1884-1979) s'associa en 1920 avec André Simon pour créer dans cet hôtel la galerie Simon qui se substitua à la galerie Kahnweiler, ouverte en 1907, et ce jusqu'en 1940.
- No 30 : immeuble ayant accueilli l'ambassade d'Andorre. Il appartenait au XIXe siècle à Charles Greffulhe. Abritait au rez-de-chaussée un magasin Félix Potin auquel a succédé un Monoprix.

### Bâtiments détruits
- Nos 8 et 10 : hôtels Greffulhe. Vers 1867, le comte Charles Greffulhe (1814-1888), qui habitait jusqu'alors rue de la Ville-l'Évêque, achetait à Antoine de Noailles (également propriétaire de l'Hôtel de Mouchy aux nos 21-23 de la même rue), la propriété familiale de 4 850 m2 de contenance qui s'étendait du 4 au 10, rue d'Astorg et comprenait, outre les deux immeubles de rapport mentionnés plus haut (nos 4 et 6), deux hôtels particuliers, le no 8 étant adossé au no 10 avec lequel il communiquait par les salons[8]. Les deux hôtels ont été détruits en 1958 et remplacé par un immeuble de bureaux :
  - l'hôtel du no 8 fut habité par le comte Henri Greffulhe, frère cadet de Charles, mort célibataire, puis, en 1881, par le fils de Charles, le comte Henry-Jules Greffulhe (1848-1932) et sa femme Élisabeth de Riquet de Caraman (1860-1952), jusqu'alors logés dans un appartement du no 10 ;
  - le no 10 disposait d'un immense jardin communiquant avec celui de l'hôtel d'Arenberg, au 20, rue de la Ville-l'Évêque. L'antichambre, tendue de tapisseries, donnait accès sur la gauche à une enfilade de quatre salons. La façade sur jardin comportait une rotonde à laquelle on accédait par un perron et où se trouvait le grand salon, aux meubles capitonnés recouverts de damas vert. La salle à manger, très vaste, donnant sur la cour, était décorée de tapisseries des Flandres[9]. Demeure mythique pour le gratin parisien, qui le surnommait « le Vatican », l'hôtel Greffulhe abritait une remarquable collection de meubles, tableaux et objets XVIIIe, rassemblée par Henri Greffulhe, puis par son neveu. Marcel Proust, qui y fut reçu quelquefois, fut fort impressionné par cet hôtel et son mobilier, qui figure nommément dans ses Cahiers de brouillon, et qui nourrit plusieurs passages de À la recherche du temps perdu[10].
- No 14 (angle de la rue Roquépine) : autrefois dépendance de l’hôtel d'Aligre qui se trouvait rue d'Anjou[11], ce qui donne une idée de la taille de cette propriété.
- Nos 17-19 : le fondeur d'art Debreaux d'Englures, établi rue de Castiglione, ouvrit en 1837 une galerie à cette adresse. Vers 1900, une épicerie-fruiterie et un café-restaurant s'y trouvaient. La maison fut ensuite démolie pour céder la place à un immeuble de rapport.
- Nos 21-23 : hôtel de Mouchy. Résidence d'Antoine de Noailles (1841-1909), duc de Mouchy. Détruit et remplacé aujourd'hui par un immeuble de bureaux.
- Nos 25-27 : un bel hôtel particulier du XIXe siècle a cédé la place à un immeuble de bureaux de plus de 11 500 m2 dans les années 1930. Celui-ci a été depuis sa construction le siège de la Caisse Autonome Mutuelle de Retraite (CAMR), régime spécial des agents des chemins de fer secondaires, qui a disparu définitivement en 1992. Par un décret d’août 1993, le gouvernement décida « d’affecter à titre définitif » l’immeuble de la rue d’Astorg au ministère de la Santé et des Affaires sociales qui l'attribua à titre de dotation à la Caisse nationale de l'assurance vieillesse des travailleurs salariés (CNAV)[12]. Vendu en 2006 par l'État pour 101,2 millions d’euros à la Compagnie immobilière Bételgeuse contrôlée par un fonds d’investissement européen, Orion Capital Managers, il abrite aujourd'hui divers locataires dont le Conseil national du sida.
- No 31 : hôtel de Roquépine. C'est là que naquit Louis d'Astorg d'Aubarède, marquis de Roquépine, propriétaire des terrains marécageux sur lesquels la rue d'Astorg fut ouverte. L'hôtel appartint ensuite, en 1856, au général-comte de Goyon (1803-1870), sénateur du Second Empire, membre de la maison de l'Empereur et qui fut appelé en 1859 au commandement du corps d'occupation de Rome. Il n'existait plus en 1910[13].

### Autres résidents célèbres
- Giulia Grisi (1811-1869), cantatrice du théâtre italien de Paris.

## Sources
- Charles Lefeuve, Les Anciennes Maisons de Paris. Histoire de Paris rue par rue, maison par maison, t. I, Paris, C. Reinwald, 1875, 5e éd..
- Félix de Rochegude, Promenades dans toutes les rues de Paris : VIIIe arrondissement, Paris, Hachette, 1910 (lire en ligne).